# تپه حسین‌آباد
تپه حسین‌آباد مربوط به هزاره ۶ و ۵ تا دوره صفوی است و در شهرستان شهریار، بخش ملارد، روستای بی بی سکینه واقع شده و این اثر در تاریخ ۱ مهر ۱۳۸۲ با شمارهٔ ثبت ۱۰۳۰۵ به‌عنوان یکی از آثار ملی ایران به ثبت رسیده است.